# Rave Age Records
 (mai 2019).
Rave Age Records est considéré comme le premier label de musique électronique 100 % français[Par qui ?], fondé par Manu Casana en 1989.

## Historique
« Rave Age » provient du nom des raves organisées en France par trois amis (B.A.M. pour Bruno, Arnaud, Manu). Les premières raves sous ce nom ont eux lieu sur une péniche. La première soirée « Rave Age », reconnue par les médias a eu lieu rue d'Aubervilliers en mars 89 avec Gary Clail. Puis ce fut le Collège Arménien et le Fort de Champigny, près de Paris (28 septembre 1990).
Le label est né par un besoin de produire des artistes français et des amis qui faisaient de très bons titres. Le premier maxi à sortir en 1989 fut DISCOTIQUE AGE0, puis ELECTROTÊTE AGE00, la rèf: AGE001 fut le premier maxi de I FLY, compilé sur la première compilation Fnac danse département, RESPECT FOR FRANCE, ainsi que sur le sampler du label "TEKNO NOSTRUM".
AGE002 - MAN WITH NO NAME / MUSIKJAK
AGE002 bis - MAN WITH NO NAME / MUSIKJAK ET GEDDIT
AGE003 - PILLS
AGE004 - 

### Slogan
« Radical Army Ravers is Rave Age Records ».

## Artistes
- Pills
- Man With No Name
- Archimede+ (Mederic Nebinger)